# Plastificante

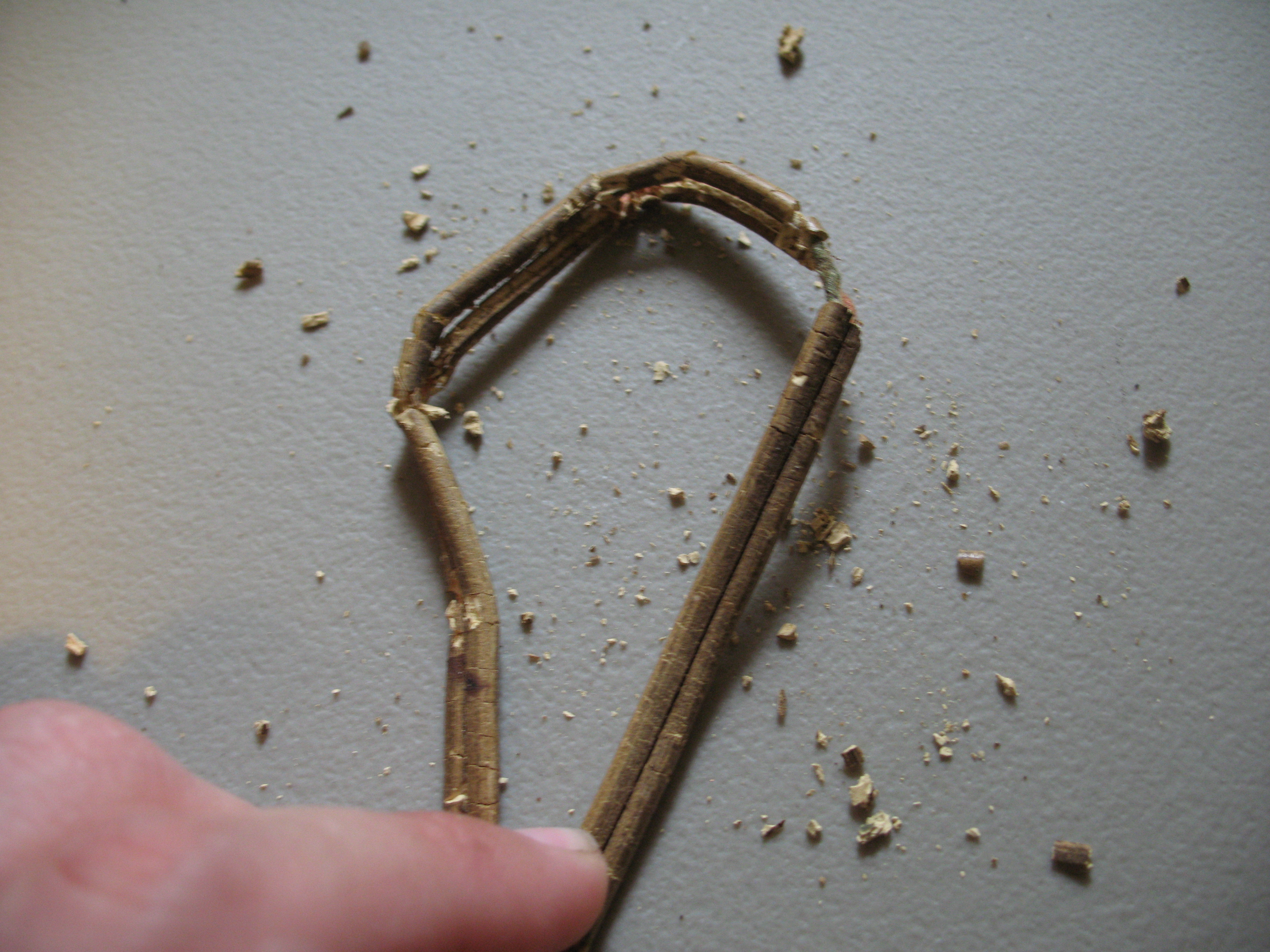
A migração de plastificantes para fora dos plásticos hospedeiros leva à perda de flexibilidade, fragilização e rachaduras. Este cabo de lâmpada de plástico com décadas de idade desmorona quando flexionado, devido à perda dos plastificantes.

Os plastificantes (e menos comum plastificadores) são aditivos que suavizam os materiais (normalmente misturas de plástico e cargas inorgânicas) aos quais são adicionados. Ainda que se usem os mesmos compostos para plásticos que para concretos, os efeitos são ligeiramente diferentes. Os plastificantes para plásticos suavizam o produto final incrementando sua flexibilidade. Os plastificantes para concreto suavizam a mistura antes que cure, fazendo-o mais trabalhável sem afetar às propriedades finais do produto uma vez endurecido.

## Plastificantes para betão
Os superplastificadores, também chamados de superfluidificantes são aditivos químicos que podem ser adicionados à misturas de betão para fazê-las mais trabalháveis. A resistência final do betão é inversamente proporcional à quantidade de água adicionada, chamada "razão água-cimento". Se procura produzir um betão mais forte e se adiciona menos água à mistura, o que a faz menos trabalhável, sendo necessário o uso de plastificantes ou superplastificantes.
Os superplastificantes se usam também como aditivo da mistura de cinza pozolânica com betão para aumentar sua resistência. Esta proporção de mistura é muito popular na produção de betão de grande resistência ou de fibras reforçadas.
Normalmente é suficiente adicionar uns 2% de superplastificante por unidade de peso de cimento. Não obstante, note-se que a maioria dos superplastificantes disponíveis no mercado vêm dissolvidos em água, de modo que a água adicionada complementamente deve levar em conta na proporção. Adicionar demasiada quantidade de superplastificante pode resultar em uma segregação excessiva do concreto, algo que não é aconselhável. Alguns estudos também mostram que demasiado superplastificante pode aumentar o tempo de cura do concreto.
Os plastificantes pódem ser obtidos a partir de lignosulfonatos, um produto intermediário da indústria papeleira. Alternativamente, os superplastificantes geralmente procedem de naftaleno formaldeído sulfonado ou de melamina formaldeído sulfonado, se bem que existe uma nova geração de superplastificantes desenvolvidos a partir de éteres policarboxílicos. Os plastificantes tradicionais a base de lignosulfatos e os superplastificanetes a base de naftaleno e melamina dispersam as partículas de cimento floculadas mediante um mecanismo de repulsão eletrostática (ver-se colóide). Nos plastificantes normais, as substâncias ativas são adsorvidas sobre as partículas de cimento carregândo-as negativamente, o que provoca a repulsão entre elas ao ter cargas do mesmo signo. Nos superplastificantes de naftaleno e de melamina, que são polímeros orgânicos, as moléculas grandes "abraçam" às partículas de cimento, dando-lhes uma carga altamente negativa que provoca uma grande repulsão entre elas.
Os éteres policarboxílicos, base da nova geração de superplastificantes, não são só quimicamente diferentes dos produtos baseados em melamina e naftaleno sulfonados, senão que seu mecanismo de ação é também diferente, provocando a dispersão do cimento por estabilização estérica em lugar de por repulsão eletrostática. Esta forma de dispersão é mais potente e melhora a mistura. Ademais, a estrutura química dos éteres policarboxílicos permite um maior grau de modificação química, podendo assim adaptar a mistura às necessidades do trabalho específico a realizar.
Na Antiguidade, os romanos usaram sangue como superplastificante em suas misturas de concreto.

## Plastificantes para plásticos
Os plastificantes para plásticos são aditivos, quase sempre ftalatos que dão a plásticos duros como o PVC a flexibilidade e durabilidade desejadas. Podem ser baseados em ésteres de ácidos policarboxílicos com álcoois alifáticos lineares ou ramificados de cadeia moderadamente grande. Os plastificantes trabalham incrustando-se entre as cadeias de polímeros espaçando-as (incrementando o "volume livre"), diminuindo assim de forma significativa a temperatura de transição vítrea para o plástico fazendo-o mais suave. Alguns plastificantes se evaporam e tendem a concentrar-se em um espaço fechado; o "odor a carro novo" é causado predominantemente plastificantes que se evaporam no interior  do veículo.
Quase 90% dos plastificantes de polímero, mais comumente ésteres de ftalato, são usados em PVC, dando a este material maior flexibilidade e durabilidade. A maioria é usada em filmes e cabos.

### Baseados em ftalatos
Os plastificantes baseados em ftalatos são usados em situaçõs onde se requer boa resistência à água e aos azeites. Alguns plastificantes ftálicos são:
- Bis(2-etilhexil)ftalato (DEHP), usado em materiais de construção, embalagens para alimentos, brinquedos, instrumental médico e filme plástico
- Diisononilftalato (DINP), se encontra em jardins, sapatos, brinquedos e materiais de construção
- Bis(n-butil)ftalato (DnBP, DBP), usado nos plásticos de celulose, filme para uso em alimentos, adesivos, perfumes e também em cosméticos como esmaltes de unhas, xampu, protetor solar...
- Butilbencilftalato (BBzP), se encontra nos pisos de vinil, cones de tráfego, cintas transportadoras, couro artificial...
- Diisodecilftalato (DIDP), usado para revestimento de cabos, pára-lamas de veículos, sapatos, carétes, etc.
- Di-n-octilftalato (DOP o DnOP), se usa em pisos, carpetes, revestimentos de computadores e explosivos potentes. Junto com o DEHP é um dos plastificantes mais comuns, mas se suspeita que cause câncer
- Dietilftalato (DEP)
- Diisobutilftalato (DIBP)
- Di-n-hexilftalato, usado em pisos, ferramentas e peças de veículos

### Adípicos
Os plastificantes adípicos se usam em objetos submetidos a baixas temperaturas ou resistentes à luz ultravioleta. Alguns exemplos são:
- Bis(2-etilhexil)adipata (DOA)
- Dimetiladipato (DMAD)
- Monometiladipato (MMAD)
- Dioctiladipato (DOA)

### Trimelitatos
Os trimelitatos se empregam nos interiores dos automóveis e outros objetos que requerem resistências à altas temperaturas. Além disso têm baixa volatilidade.
- Trimetiltrimelitato (TMTM)
- Tri-(2-etilhexil)trimelitato (TEHTM-MG)
- Tri-(n-octil, n-decil)trimelitato (ATM)
- Tri-(heptil, nonil)trimelitato (LTM)
- N-octiltrimelitato (OTM)

### Maleatos
- Dibutilmaleato (DBM)
- Diisobutilmaleato (DIBM)

### Sebacatos
- Dibutilsebacato (DBS)

### Óleo vegetal
- Óleos vegetais epoxizados

### Sulfonamidas
- N-etiltoluenosulfonamida]] (o/p ETSA, o e p relacionados aos isômeros orto- e para-)
- N-(2-hidroxipropil)bencenosulfonamida (HP BSA)
- N-(n-butil)bencenosulfonamida (BBSA-NBBS)

### Glicolenos
Glicolenos/Poliéteres
- Trietilenglicoldihexanoato (3G6, 3GH)
- Tetraetilenglicoldiheptanoato (4G7)

### Outros
Existem outros compostos químicos que funcionam como plastificantes, como o nitrobenzeno, o dissulfeto de carbono ou o β-naftilsalicilato.
Alguns plastificantes, como o DEHP ou o DOA, são considerados como carcinogênicos e disruptores endócrinos.

### Novos plastificantes
Têm sido desenvolvidos plastificantes com melhor biodegradabilidade e menores efeitos bioquímicos. Alguns deles são:
- Monoglicéridos acetilados; utilizados como aditivos alimentícios

- Citratos de alquilo, empregados em embalagens de alimentos, produtos médicos, cosméticos e brinquedos
  - Trietilcitrato (TEC)
  - Acetiltrietilcitrato (ATEC), caracterizado por seu maior ponto de ebulição e menor volatilidade que o TEC
  - Tributilcitrato (TBC)
  - Acetiltributilcitrato (ATBC), compatível com o PVC e os copolímeros de cloreto de vinil
  - Trioctilcitrato (TOC), também empregado em chicletes e medicamentos de liberação controlada
  - Acetiltrioctilcitrato (ATOC), empregado em tintas de impressão
  - Trihexilcitrato (THC), compatível com o PVC e utilizado também em medicinas de liberação controlada
  - Acetiltrihexilcitrato (ATHC), compatível com o PVC
  - Butiriltrihexilcitrato (BTHC, trihexyl o-butirilcitrato), compatível com o PVC
  - Trimetilcitrato (TMC), compatível com o PVC